# Clarkéite
La clarkéite est un minéral hydroxyde d'uranyle de formule chimique (Na,Ca,Pb)2(UO2)2(O,OH)3 ou (Na,Ca,Pb)(UO2)O(OH)•0-1H2O.
Sa couleur varie du brun foncé à l'orange rougeâtre. La clarkéite se forme par oxydation et remplacement de l'uraninite tardivement pendant la cristallisation de la pegmatite. Bien que les pegmatites granitiques contenant de l'uraninite soient courantes, ce minéral est rare et se trouve étroitement imbriqué avec d'autres minéraux d'uranium. Son symbole IMA est Cke.
La clarkéite est un remplacement de l'uraninite, en tant que produit d'altération hydrothermale tardive. Elle est très rare, et fréquemment confondue avec la gummite brune qui est dominée par les minéraux du groupe de la schoepite. Frondel (1956) prévient : « La clarkeite est mieux identifiée par son diagramme de poudre aux rayons X. Elle est indiscernable de la gummite brune. Il est impossible de la distinguer des types brun foncé d'uraninite oxydée […] et des types brun dense de fourmariérite et de vandendriesschéite. ».
On trouve de la clarkéite sur environ 18 sites dans le monde. Sa localité type est dans la formation de pegmatite de Spruce Pine dans l'ouest de la Caroline du Nord, aux États-Unis, et sa description date de 1931. La clarkéite est le seul uranate naturel à haute température connu. La formule générale de la clarkeite idéale est Na[(UO2)O(OH)](H2O)0–1.
Son nom est un hommage à Frank Wigglesworth Clarke (1847–1931), chimiste et géologue américain, ancien chimiste en chef de l'Institut d'études géologiques des États-Unis.